# Torre de Atalaião
La Torre del Atalaião, también conocida como Atalaia o Atalaya, está situada en la freguesia de  Sé, en la ciudad y el distrito de  Portalegre, Portugal.

## Historia
Se sabe poco sobre su origen, función y evolución histórico-arquitectónica. De sus restos se puede inferir que data de la Baja Edad Media, se cree que es contemporáneo del castillo y las murallas góticas de Portalegre, posiblemente en el paso al siglo XIV.
Fue objeto de una reforma en tiempos modernos, posiblemente en el momento de la  Guerra de Restauración, a principios del siglo XVIII, cuando las defensas de Portalegre se modernizaron y  abaluartaron. Se entiende que las obras se limitaron a una actualización estratégica del conjunto, destacando su posición dominante por la mayor escarpa de la base.
En 1996 se derrumbó una amplia sección del muro del norte, y es previsible que ocurra lo mismo en otras partes del edificio, lo que requiere un estudio más profundo, incluyendo la limpieza y el despeje de su interior, así como la prospección arqueológica. En 2009 todavía estaba en malas condiciones de conservación.

## Características
La torre del homenaje, de planta cuadrada regular, está situada en la cima de una colina a unos seiscientos metros sobre el nivel del mar, en una posición dominante con respecto a la ciudad. Se construyó sobre  afloramientos rocosos usando mampostería, principalmente granito pero también ladrillos. En los ángulos del edificio hay restos de yeso y matacanes exteriores. Dentro del recinto se observan tres compartimentos, que se comunican en la zona central, cuyo pavimento tiene afloramientos de rocas. Hay rastros de un adarve y se pueden ver varias lápidas evocadoras. Antes del colapso de 1996 había 5 matacanes y una puerta rectangular con un vierteaguas de 1,5 metros de  altura sobre el suelo.